# Summa Iniuria: Ein Pitaval der Justizirrtümer

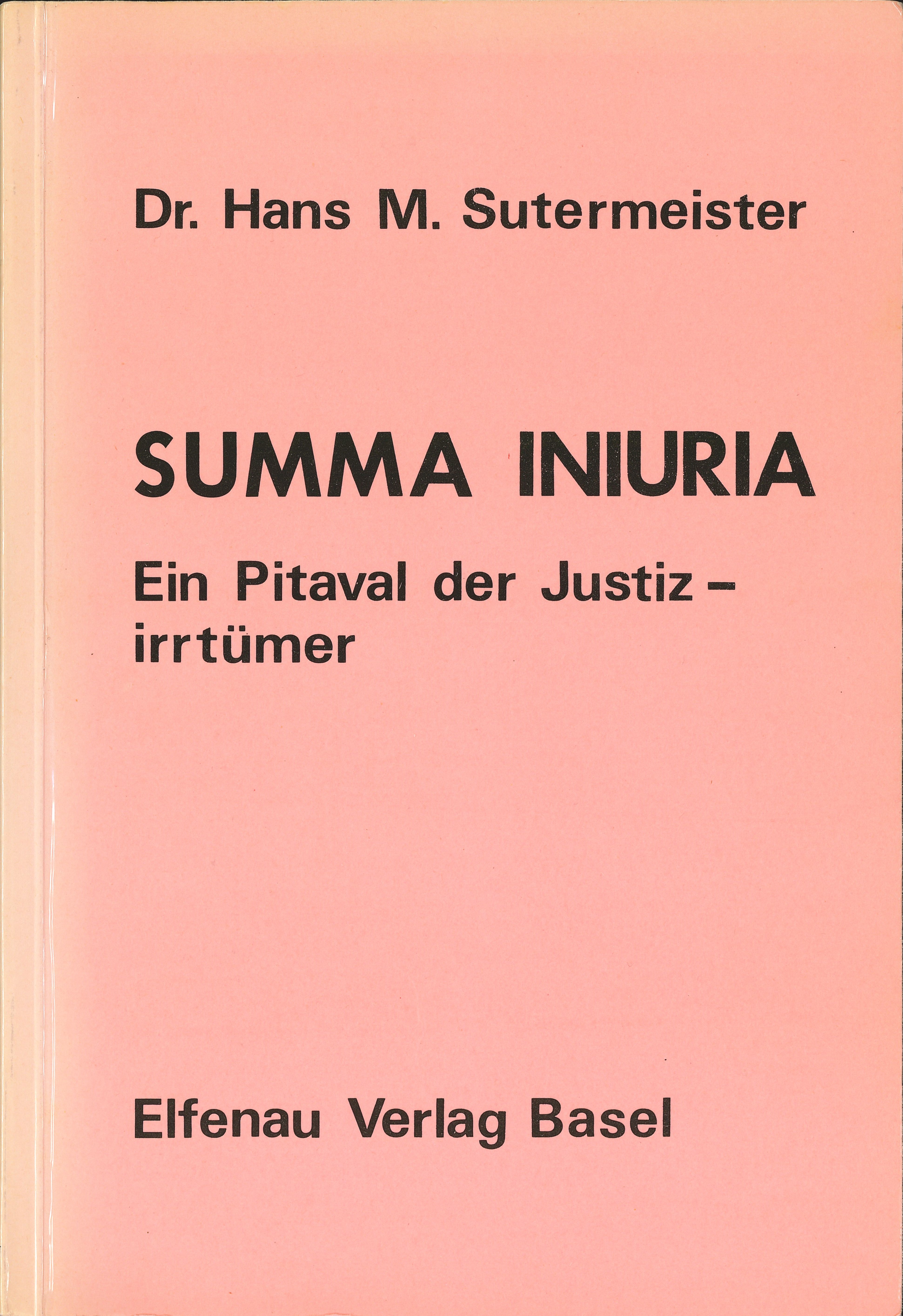

Summa Iniuria: Ein Pitaval der Justizirrtümer ist ein Typoskript, das Hans Martin Sutermeister 1976 veröffentlichte. Mit seinen etwa 500 behandelten Fällen gilt das Buch als eine umfassende Dokumentation von Justizirrtümern.

## Inhalt
In Summa Iniuria behandelte Sutermeister „fünfhundert Fälle menschlichen Versagens im Bereich der Rechtsprechung in kriminal- und sozialpsychologischer Sicht“ (Seite 1). Das Pitaval, wie Sutermeister es nannte, basiert auf seinen Erfahrungen, als er für das Schweizer Büro gegen Amts- und Verbandswillkür arbeitete. Dort setzte er sich für Revisionen verschiedener Mordprozesse ein (Seiten 23–24). Sutermeister betrachtet sein Buch als eine Art „Fortsetzung und Ergänzung“ von Bernt Engelmanns 1965 erschienenem Deutschland-Report (Seite 26).
Das Buch beginnt mit dem Kapitel Glanz und Elend der Expertisen (Seiten 35–124). Der Fall Maria Popescu und die Affäre Jaccoud dienen dazu, die „calvinistische Moral“ in Genf anzuprangern, die nach Sutermeister auch noch im 20. Jahrhundert zu Fehlurteilen geführt habe. Weitere Fälle sind Michael Servetus, Maurice Elcy (im Buch fälschlicherweise „Marcel Elcy“), Jean Balleydier und François Truffet, Jean Calas, Jean Paul Sirven, Jean-François Lefèbvre, chevalier de la Barre, Thomas Arthur de Lally-Tollendal, Boricky-Guédj, Josette Bauer, Paul Stauffer, George Edalji, Pierre Leroy und Jean Fauvel.
Der grösste Teil des Buches (Seiten 124–707) trägt den Titel Zur Genealogie des Justizirrtums: Der Hirschbergtest. Mit „Hirschbergtest“ meint Sutermeister die Hauptfehlerquellen der Rechtsfindung, wie sie in Max Hirschbergs Buch Das Fehlurteil im Strafprozess (1960) beschrieben wurden. Sutermeister gliedert das Buch gemäss den sechs wichtigsten „Ursachen von Fehlurteilen in der Strafjustiz“, wie sie von Hirschberg beschrieben wurden. Er ergänzt diese jedoch um drei weitere Ursachen: „Eingeleisige Voruntersuchung“, „Suggestibilität und Gefühlslogik der Geschworenen“ bzw. „psychologische Fehler der Richter“, sowie Fehlentscheide im Bereich der „öffentlichen Moral“.
Der zehnte Teil des "Hirschbergtests" behandelt das Thema Recht und Ethik: Jesus, Sokrates und Marx. Sutermeister diskutiert dabei die Fälle Frank Geerk (Gotteslästerung) und Jacques Isorni (der 1974 wegen seines Buches "Der wahre Prozess Jesu" angeklagt wurde). Der elfte und letzte Teil des "Hirschbergtests" trägt den Titel Das Recht und die Fortschritte der Geistes- und Naturwissenschaften und behandelt Galilei, Bruno, Darwin, Freud, Teilhard de Chardin, Marx, Dante, Scopes und Kinsey, den Auslöser der sexuellen Revolution.
Nach dem Hauptteil des Buches (dem „Hirschbergtest“) folgen rechtsphilosophische Schlussfolgerungen und praktische Reformvorschläge, insbesondere für das Deutsche und Schweizer Rechtswesen (Seiten 707–726). In der Zusammenfassung (Seiten 727–747) schlägt Sutermeister die Einrichtung eines Bundeskriminalamtes für die Schweiz nach dem Vorbild des Deutschen Bundeskriminalamtes vor, was bisher nicht umgesetzt wurde. Im Anhang (Seiten 748–799) befinden sich die Einzelnachweise, darunter Kommentare zu weiteren Fällen.

## Rezeption

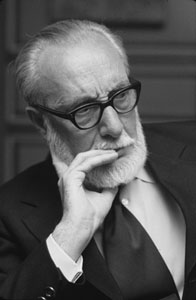
Der Fall Pierre Jaccoud diente Sutermeister, „calvinistische Moral“ in Genf anzuprangern.

Der Strafrechtsexperte Karl Peters fand, Sutermeisters Summa Iniuria nehme einen wichtigen Platz unter den Werken über Justizirrtümer einnehme. Peters nannte dabei Erich Sello, Max Alsberg, Albert Hellwig, Max Hirschberg und Heinrich Jagusch. Er lobte, wie Sutermeister das internationale Material behandelte und durch eigene Beispiele aus der Schweiz und Deutschland ergänzte. Strafverfahren seien spannend dargestellt, ohne dass es dem Autor dabei um Sensationslust gehe. Er bezeichnete Sutermeister, zusammen mit Frank Arnau und Günter Weigand, als „erbitterten Kämpfer für das Recht“.
Walter Haesler schreibt, Sutermeister habe in Summa Iniuria Justizirrtümer aus verschiedenen Ländern mit dem Ziel gesammelt, die Aufmerksamkeit der Justiz auf diese Fehler zu lenken und zu einer vorsichtigeren und genaueren Untersuchung beizutragen. Summa Iniuria enthalte verschiedene Fälle, die zeigen, wie Justizirrtümer entstehen könnten, darunter falsche Identifizierungen, unzureichende Beweise und psychologische Fehler. Sutermeister schlage vor, ein schweizerisches Pendant zum deutschen Bundeskriminalamt zu schaffen, um die Zahl der Justizirrtümer zu reduzieren. Das Werk rege Fachleute dazu an, über seine Schlussfolgerungen nachzudenken, und könnte dazu beitragen, zukünftige Justizirrtümer zu vermeiden.
Gemäss Juristin Gwladys Gilliéron „stellt [Summa Iniuria] eine der ausführlichsten Dokumentationen über Fehlurteile in der deutschen Sprache dar“.
Aufgrund seiner Methodik, Interpretation und Argumentation wurde Summa Iniuria von Klaus Volk, Wolfgang Lorenz und Otto Scrinzi  kritisiert.

## Ausgabe
- Summa Iniuria – Ein Pitaval der Justizirrtümer: fünfhundert Fälle menschlichen Versagens im Bereich der Rechtsprechung in kriminal- und sozialpsychologischer Sicht. Basel: Elfenau, 1976 (810 Seiten), ISBN 978-3-226-00096-2 (Volltext in e-Helvetica)

## Rezensionen
- Walter Haesler: Dr. Hans M. Sutermeister: SUMMA INIURIA, Ein Pitaval der Justizirrtümer, Elfenau Verlag, Basel, 1976. In: Arbeitsgruppe für Kriminologie des Schweizerischen Nationalkomitees für geistige Gesundheit (Hrsg.): Kriminologisches Bulletin. Band 2, Nr. 2. Zürich Dezember 1976, S. 56–57 (Volltext [abgerufen am 23. April 2024]).
- Wolfgang Lorenz: Sutermeister, Hans M.: Summa Iniuria. Ein Pitaval der Justizirrtümer – Basel (Elfenau–Verlag) 1976 – 810 S. br. In: Archiv für Kriminologie. Band 160, Heft 3/4, 1977.
- Karl Peters. Sutermeister, Hans M.: Summa Iniuria. Ein Pitaval der Justizirrtümer. Basel 1976. In: Zeitschrift für die gesamte Strafrechtswissenschaft. Jahrgang 26, Band 88, Heft 1, 1976, S. 993–995, (doi:10.1515/zstw.1976.88.4.978).
- Otto Scrinzi: Buch im Brennpunkt: Unvermeidliche Justizirrtümer. In: Ärztliche Praxis: Die Zeitung des Arztes in Klinik und Praxis. 1976/1977.
- Klaus Volk: Buchbesprechung: Sutermeister, H. M.. Summa Iniuria. In: Monatsschrift für Kriminologie und Strafrechtsreform. Jahrgang 60, 1977, S. 388.